# Борис Гаганелов
Борис Атанасов Гаганелов (болг. Борис Атанасов Гаганелов; 7 жовтня 1941, Петрич — 5 червня 2020, Софія) — болгарський футболіст, що грав на позиції захисника.
Виступав за клуб ЦСКА (Софія), а також національну збірну Болгарії, у складі якої був учасником двох чемпіонатів світу (у 1966 та 1970 роках).

## Клубна кар'єра
Вихованець команди «Беласиця» з рідного міста Петрич.
У дорослому футболі дебютував 1960 року виступами за команду клубу ЦСКА (Софія), кольори якої і захищав протягом усієї своєї кар'єри гравця, що тривала п'ятнадцять років. 

## Виступи за збірну
1963 року дебютував в офіційних матчах у складі національної збірної Болгарії. Протягом кар'єри у національній команді, яка тривала 8 років, провів у формі головної команди країни 51 матч.
У складі збірної був учасником чемпіонату світу 1966 року в Англії і чемпіонату світу 1970 року у Мексиці. На першому з цих турнірів брав участь в усіх трьох іграх болгарів на груповому етапі, після якого вони припинили боротьбу, а 1970 року виходив на поле лише в одній грі — програному з рахунком 2:5 матчі проти збірної ФРН.

## Тренерська робота
Після завершення ігрової кар'єри перебував на тренерській роботі. Протягом 1980—1982 років був асистентом головного тренера збірної Болгарії Атанаса Пуржелова, а в 1993—1994 роках працював у тренерському штабі ЦСКА (Софія), у першій половині 1994 виконував обов'язки головного тренера «армійської команди».